# Joseph-Marie-Eugène Martin
Joseph-Marie Martin (9 de agosto de 1891 - 21 de janeiro de 1976) foi um cardeal francês da Igreja Católica Romana . Ele serviu como arcebispo de Rouen de 1948 a 1971, e foi elevado ao cardinalato em 1965.

## Biografia
Joseph-Marie-Eugene Martin nasceu e foi batizado em Orléans . Mais tarde, ele deixou cair o nome "Eugene". Ele estudou no seminário em Bordeaux antes de servir no exército francês durante a Primeira Guerra Mundial, durante a qual ele foi seriamente ferido. Martin foi ordenado sacerdote em 18 de dezembro de 1920 e depois pastoral na Arquidiocese de Bordeaux até 1940. Foi vigário geral de Bordeaux de 1937 a 1940.
Em 9 de fevereiro de 1940 Martin foi nomeado bispo de Le Puy-en-Velay pelo Papa Pio XII. Ele recebeu sua consagração episcopal no dia 2 de abril do arcebispo Maurice Feltin , com os bispos Clément Mathieu e Louis Liagre servindo como co-consagradores, na Catedral de Bordéus. Martin foi posteriormente promovido a Arcebispo de Rouen em 11 de outubro de 1948 e participou do Concílio Vaticano II de 1962 a 1965.
O Papa Paulo VI criou-o Cardeal Sacerdote de Santa Teresa Al Corso d'Italia no consistório de 22 de fevereiro de 1965. O Cardeal Martin acreditava que a reação dos católicos conservadores à introdução do vernáculo à Missa poderia resultar em um cisma .  Ele renunciou ao cargo de arcebispo em 29 de maio de 1968, depois de dezenove anos, e perdeu o direito de participar de um conclave papal ao atingir a idade de oitenta anos em 9 de agosto de 1971.
Joseph-Marie Cardinal Martin morreu em Rouen, aos 84 anos, e foi sepultado na catedral metropolitana de Rouen. Ele já havia sobrevivido vários dias enterrado na neve nos Pirenéus.[carece de fontes?]

## Ligação externa
- Cardinals of the Holy Roman Church
- Catholic-Hierarchy